# Бургеля Ігор Валентинович
І́гор Валенти́нович Бурге́ля (1983—2022) — солдат Збройних сил України, учасник російсько-української війни. Брав участь в обороні Донецького аеропорту.

## З життєпису
Воював в 2014—2015 роках. Захищав Донецький аеропорт.
З серпня 2022 року знову у війську. Загинув 22 жовтня 2022 року на Луганщині.
Був членом громадської організації «Спілка учасників АТО Оратівського району».

## Нагороди
За особисту мужність і високий професіоналізм, виявлені у захисті державного суверенітету та територіальної цілісності України, вірність військовій присязі, відзначений — нагороджений
- орденом «За мужність» III ступеня (31.7.2015).
- Нагороджений нагрудними знаками: «За оборону Донецького аеропорту»,
- «За військову доблесть»,
- відзнакою Президента України «За участь в антитерористичній операції».